# Maria Alcina
Maria Alcina Leite (Cataguases, 22 de abril de 1949) é uma cantora brasileira.
Entre seus maiores sucessos estão "Fio Maravilha" (Jorge Ben) — vencedora da fase nacional do Festival Internacional da Canção de 1972 — e "Kid Cavaquinho" (João Bosco e Aldir Blanc). 
Dona de uma voz grave e de uma presença de palco contagiante, ganhou o Troféu Imprensa, participou de programas de televisão como a Discoteca do Chacrinha, o Qual é a Música? e todos os outros da época. Percorreu o Brasil com seus shows e ficou conhecida internacionalmente.
Sua maneira exótica de se vestir se compara muito a Carmem Miranda.

## Carreira
Maria Alcina nasceu e cresceu em Cataguases. No início de sua carreira, trabalhou durante seis anos em um circo. Foi para o Rio de Janeiro aos 17 anos. No início dos anos 1970, se apresentava em clubes e casas de shows de Ipanema e Copacabana, como a boate Number One. Em 1971, no Teatro Copacabana, ocorrera o lançamento de Maria Alcina como estrela de destaque, ao lado do cantor paulista Tony Tornado e da banda niteroiense MPB4.
Ganhou projeção nacional em 1972, na sétima e última edição do Festival Internacional da Canção (FIC), onde defendeu o samba de Jorge Ben Jor "Fio Maravilha" na noite de 16 de setembro de 1972. O sucesso foi tanto que Maria Alcina ganhou uma menção honrosa no festival daquele ano. Com "Fio Maravilha", fez o Maracanãzinho vibrar e conquistou o estrelato.
Logo após o Festival, em 1973, lança o primeiro disco Maria Alcina. Em 1974, a cantora lançou o segundo álbum. No mesmo ano, Maria Alcina foi proibida de se apresentar em público e a veiculação de suas músicas em rádio e televisão foi vetada pela Ditadura Militar.
Em 1976, foi destaque principal no Desfile das escolas de samba do Rio de Janeiro pela escola Beija-flor, se destacando em uma alegoria onde representava o animal veado no enredo "Sonhar com rei dá leão" do carnavalesco Joãosinho Trinta. Sua performance foi tão marcante que uma foto sua foi escolhida para ser a capa do LP das Escolas de Samba de 1977.
Em 1978, grava um disco com o hino do Sport Club Corinthians Paulista e a canção “Transplante de Corintiano”.
Durante a década de 80, Alcina enfrentou um período de entresafra na música e foi para a TV, onde foi jurada de calouros.
Em 1989, atuou como papel principal do musical infantil Luluxa, escrito e dirigido por Nuno Leal Maia, no Teatro Bandeirantes, em São Paulo.
No ano de 2004, gravou um CD de batida eletrônica, chamado Agora, com o Bojo, banda composta por Maurício Bussab, Du Moreira e Kuki Stolarski. No CD, alguns clássicos de sua carreira, com roupagem eletrônica, como Eu dei, Alô, alô e Fio Maravilha; além desses sucessos, canções inéditas.
Em 2010, gravou o CD Maria Alcina Confete e Serpentina produção de Mauricio Bussab e ganhou o Prêmio da Música Brasileira como "Melhor Cantora" e "Melhor CD".
Em 2014, gravou o CD de nome De Normal Bastam Os Outros, com a produção de Thiago Maques Luis, comemorando 40 anos de carreira. O trabalho tem composições de Zeca Baleiro, Arnaldo Antunes, Péricles Cavalcanti, Felipe Cordeiro, Anastacia, Karina Bahur, Osvaldo Nunes, Adoniran Barbosa, João Bosco e Aldir Blanc, Totonho e os Cabras, Jorge Ben Jor, Chico Anysio, e a participação de Ney Matogrosso, cantando a musica "Bigorrilho". O disco foi recebido com entusiasmo pela crítica especializada e o show de lançamento considerado um dos melhores de 2014 pelo jornalista Alexandre Eça.
Em 2016, lança o DVD De Normal Bastam Os Outros no Sesc Belenzinho. O DVD foi gravado no Auditório Ibirapuera em São Paulo, dirigido por Thiago Brito e Rafael Saar, produzido por Thiago Marques Luiz.
Em 15 de junho de 2017, lança Espírito de tudo, onde aborda com personalidade o cancioneiro de Caetano Veloso.
Em 29 de janeiro de 2019, se apresenta com a orquestra SP Pops Symphonic Band no Teatro da UMC, em São Paulo, show que seria lançado no CD e DVD chamado Maria Alcina in Concert.
Em fevereiro de 2022, lança os singles "Extravagantes celestes" e "Rei mandou".
O filme "Sem vergonha" resgata sua trajetória biográficae artística, abordando sua obra como uma operária da música e sob o impacto da censura na ditadura civil-militar no Brasil. Com direção de Rafael Saar o filme foi exibido na Mostra Internacional de Cinema em São Paulo de 2024 e na 28ª Mostra de Cinema de Tiradentes. No elenco de "Sem vergonha" estão a própria Maria Alcina, além de Ewä, Ayo Faria, Bayard Tonelli, João Vitor Linhares, Leticia Guimarães, Marcelle Morgan, Marco Chavarri, Renata Bronze, Sidnei Oliveira, e das participações especiais de Antonio Adolfo, Ciro Barcelos, Edy Star, Ney Matogrosso e Rovilson Pascoal.
<hDivirta-se style="cursor: help;" title="Esta seção foi configurada para não ser editável diretamente. Edite a página toda ou a seção anterior em vez disso.">Jornal da Tarde de 12 de agosto de 1989</hDivirta-se>
O Bem e o Mal, numa luta luxuosa
1. ↑  «Maria Alcina». Museu da TV
2. ↑  «Maria Alcina chorava ao se ver maquiada no começo da carreira». www.band.uol.com.br. Consultado em 14 de março de 2023
3. 1 2 3 4 5 6 7  Melo, Tálisson (5 de fevereiro de 2022). «A mulher veado: repensando o Brasil na voz de Maria Alcina - Parte I». Jornal O Pharol. Consultado em 14 de março de 2023
4. 1 2 3 4  Povo, O. (25 de abril de 2019). «Em entrevista exclusiva, Maria Alcina fala de palco, música e fantasia». O Povo - VidaEArte. Consultado em 14 de março de 2023
5. 1 2  «Maria Alcina faz Carnaval ao iniciar comemorações dos 50 anos de carreira». G1. Consultado em 14 de março de 2023
6. 1 2  «Maria Alcina comemora 50 anos de carreira em ritmo de Carnaval». EBC Rádios. 31 de março de 2022. Consultado em 14 de março de 2023
7. ↑  «Maria Alcina dá voz a samba de Baiano & Os Novos Caetanos sobre delação nos anos 1970». G1. Consultado em 14 de março de 2023
8. 1 2 3  «Com show gratuito, Maria Alcina apresenta novo álbum e celebra os 50 anos do movimento tropicalista». G1. Consultado em 14 de março de 2023
9. 1 2  EGO, Rodrigo Soares Do; Paulo, em São. «Maria Alcina fala sobre 43 anos de carreira: 'Estou sempre começando'». Ego. Consultado em 14 de março de 2023
10. ↑  GARCIA, Clóvis (12 de agosto de 1989). «Teatro Infantil/ Crítica: O BEM e o MAL, NUMA LUTA LUXUOSA». Jornal da Tarde: A-3
11. ↑  «LISTA: Os 20 shows nacionais de 2014 nos palcos de São Paulo». Música Estática. 20 de dezembro de 2014. Consultado em 16 de novembro de 2016
12. ↑  «Maria Alcina festeja 70 anos com a gravação de show com orquestra pop sinfônica de São Paulo». G1. Consultado em 14 de março de 2023
13. ↑  «Veja a capa do álbum em que Maria Alcina canta dez músicas de Caetano | G1 Música Blog do Mauro Ferreira». Mauro Ferreira. Consultado em 14 de março de 2023
14. ↑  «Maria Alcina canta repertório de Caetano Veloso em show de lançamento de LP». Guia Folha. 9 de fevereiro de 2018. Consultado em 14 de março de 2023
15. ↑  «Maria Alcina revisita loucuras e liberdades em álbum gravado com sinfônica pop para festejar os 70 anos da cantora». G1. Consultado em 14 de março de 2023
16. ↑  Aroeira, Raphael Vidigal (29 de outubro de 2024). «Maria Alcina é tema de dois documentários que resgatam e encenam a trajetória da cantora mineira». O tempo. Consultado em 02 de maio de 2025 Verifique data em: |acessodata= (ajuda)